# Schild-Rötling
Der Schild-Rötling oder Festfleischige Frühlings-Rötling (Entoloma clypeatum) ist eine Pilzart aus der Familie der Rötlingsverwandten (Entolomataceae). Er zählt zur Gruppe der „Frühlingsrötlinge“ (Sektion Nolanidea) in der Untergattung Entoloma. Der Blätterpilz lebt mit Bäumen und Sträuchern aus der Familie der Rosengewächse (Rosaceae) zusammen, darunter beispielsweise Schlehe, Weißdorn, Kirsche und der Zierstrauch Kupfer-Felsenbirne. Die Pilzfäden dringen jedoch anders als bei anderen Ektomykorrhizapilzen in die Zellen der Feinwurzeln ein und zerstören diese weitgehend. Manche Autoren halten die Fruchtkörper für essbar, andere dagegen als giftverdächtig; eine Schmackhaftigkeit wird oft verneint. Aus der Türkei wurden Vergiftungsfälle bekannt.

## Merkmale

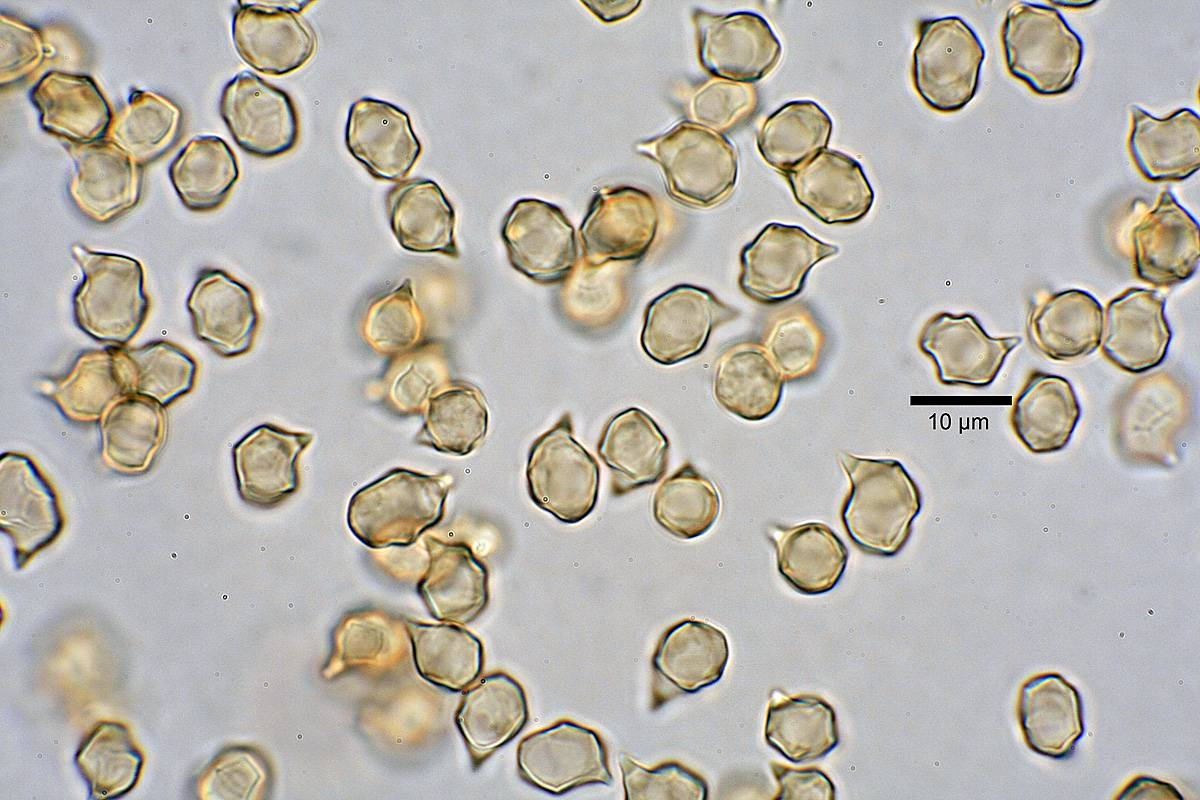
Sporen des Schild-Rötlings (Entoloma clypeatum) im Lichtmikroskop

### Makroskopische Merkmale
Der Hut misst 3,5–12 cm im Durchmesser, ist jung glockenartig geformt und später ausgebreitet mit einem Buckel in der Mitte und oft verbogen. Der kaum geriefte Hutrand ist heruntergebogen und später wellig verbogen und im Alter oft eingerissen. Die Oberfläche ist beige- bis graubraun oder graugelblich, zum Rand hin etwas heller und bei feuchter Witterung deutlich dunkler (rußig braun) gefärbt (Hygrophanität) mit einem radial faserig gestreiften Muster; sie ist außerdem seidig glänzend und kahl. Die Lamellen sind jung weiß bis gräulich und später durch die gereiften Sporen schmutzig rosa gefärbt. Sie stehen untermischt, haben unregelmäßig gekerbte, wellige Schneiden und sind ausgebuchtet am Stiel angewachsen. Der faserig beschaffene Stiel ist 5–10(–15) cm hoch, 1–2 cm stark, zylindrisch geformt und oft verbogen und gedreht. Er ist oberflächlich fasrig längsgestreift weißlich, seidenglänzend und bei Berührung gilbend. Das Fleisch ist weiß und mit mehl- und gurkenartigem Geruch und mehlartig ranzigem Geschmack mit einem unangenehmen Nachgeschmack.

### Mikroskopische Merkmale
Er hat eckige Sporen, die 8–11 × 7–10 Mikrometer groß sind und als Sporenpulver (fleisch)rosa erscheinen. Diese wachsen zu viert an keulenförmigen Basidienzellen von 30–55 × 10–20 Mikrometern. Sie besitzen keine Zystiden. Schnallenverbindungen sind häufig in allen Teilen des Pilzes. Die Huthaut ist eine Ixocutis aus radial verlaufenden, 2–7 Mikrometer dicken, zylindrischen Hyphen.

## Artabgrenzung
Er gilt als schwer zu unterscheiden und kann auch leicht mit Giftpilzen verwechselt werden. Für Verwechslungen kommen besonders andere Frühlingsrötlinge (Sektion Nolanidea) wie der Gestreifte Frühlings-, der Silbergraue und der Blassbraune Rötling in Frage. Der sehr seltene April-Rötling hat dünneres, geruchloses Fleisch, eine schlankere Form, wenige Schnallenverbindungen im Gewebe und wächst bevorzugt mit Ulmen-Arten. Der Graue Scheidenstreifling (Amanita vaginata) hat weniger Braun-Aspekte in der Farbe der Huthaut, ist nicht hygrophan, hat eine Volva und ist nicht an Obstbäume gebunden.

## Ökologie, Phänologie und Verbreitung

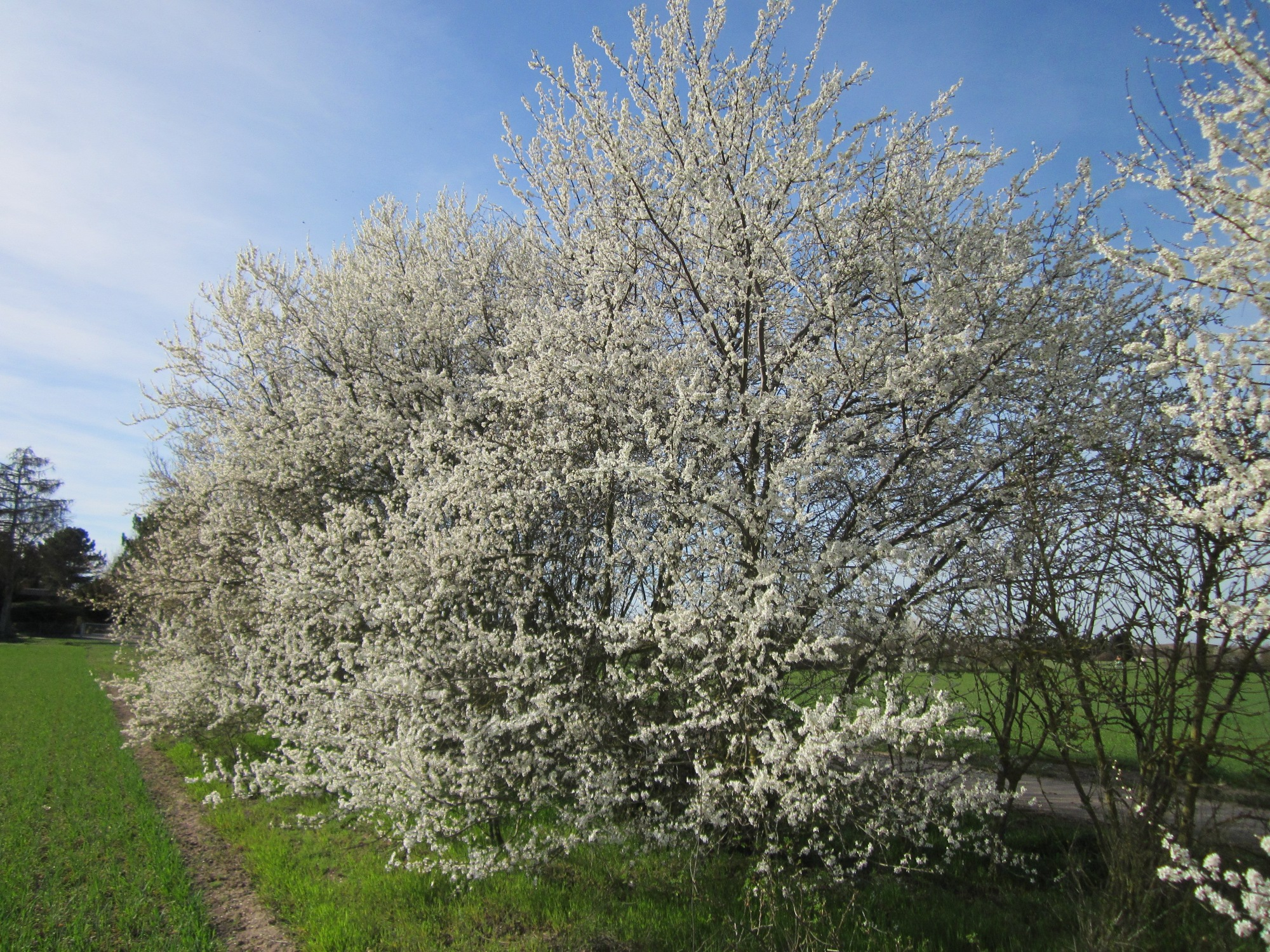
Die Schlehe ist ein möglicher Symbiosepartner des Schild-Rötlings (Entoloma clypeatum).

Er bildet Ektomykorrhiza mit Gehölzen aus der Familie der Rosengewächse (Rosaceae) wie Schlehe, Weißdorn, Kirsche, Eberesche, Kupfer-Felsenbirne usw. Die Verbindung scheint eher parasitischer als symbiotischer Natur zu sein, da der Pilz in Zellen der Baumwurzeln eindringt und sie weitgehend zerstört. Er soll bei Steinobstbäumen die Schadwirkung von Wurzelfäule durch Pilzbefall mindern können. Er fruchtet in Europa von April bis Juli. Er ist in Europa weitverbreitet und häufig und auch in Nordamerika und Japan anzutreffen.

## Systematik und Taxonomie

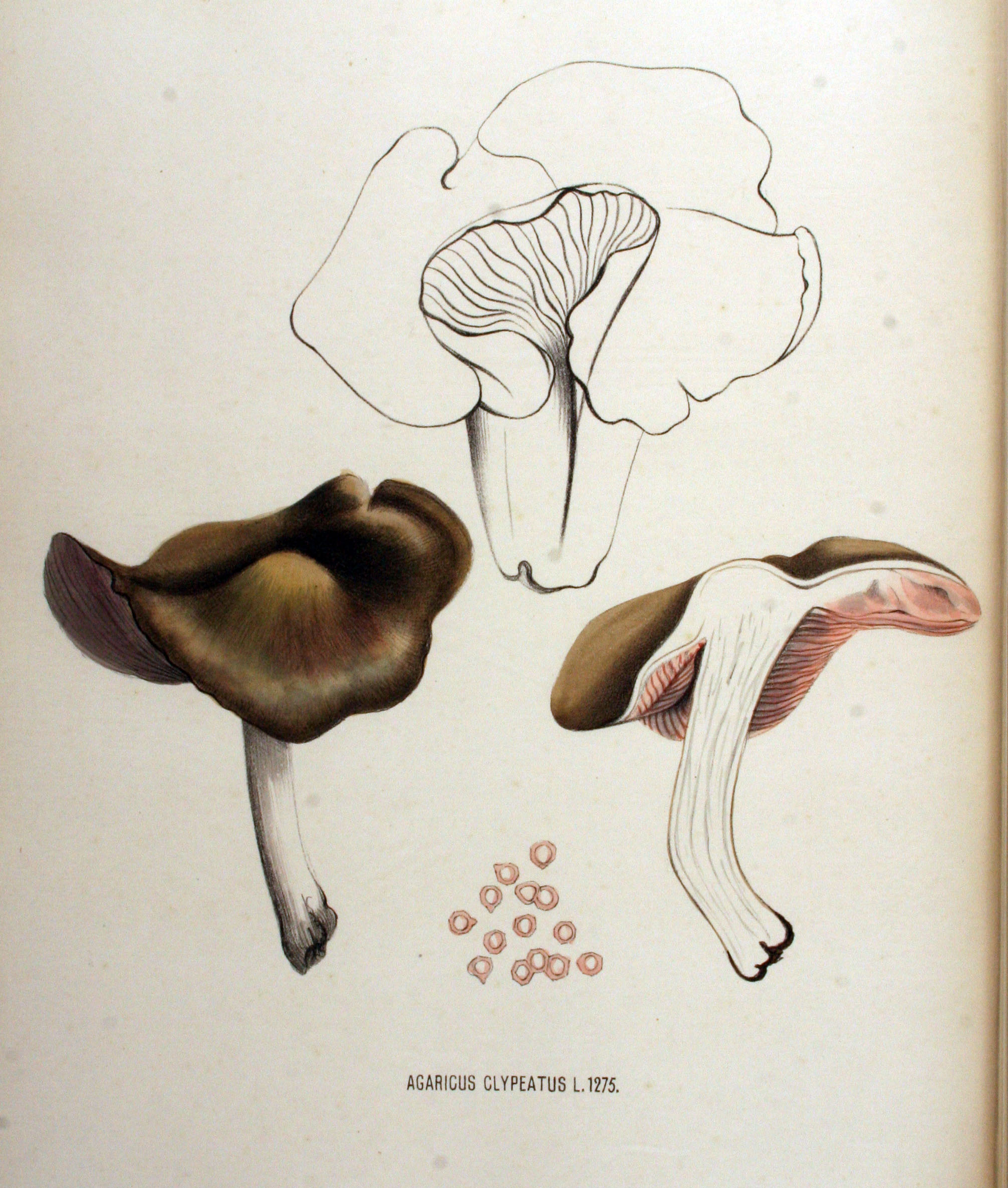
Farbtafel von Agaricus clypeatus in Band 16 von Jan Kops „Flora Batava“ (1881)

Der Pilz wurde schon 1838 von Elias Magnus Fries dem übergeordneten Taxon Entoloma zugeordnet, welches geschichtlich mit teils unterschiedlichem Rang (Tribus, Untergattung, Gattung) unterschiedlich verortet wurde (unter Agaricus, Rhodophyllus oder Hyporrhodius).
Er wird heute als Typusart der Sektion Nolanidea (den Frühlingsrötlingen) in der Untergattung Entoloma (den Rötlingen im engeren Sinn) in der Gattung Entoloma (Rötlinge) geführt.
Der Schneeweiße Frühlings-Rötling ist vermutlich eine Albino-Form des Schild-Rötlings.
Es sind mehrere Varietäten und Formen beschrieben:
- Form hybridum ([Romagnesi 1947] Noordeloos 1981),
- Form pallidogriseum (Noordeloos 1981),
- Form xanthophyllum (Noordeloos 1981),
- Varietät defibulatum (Noordeloos 1981) und
- Varietät hybridum (Noordeloos 1981).

## Bedeutung
Er ist wohl zumindest roh giftig. Er wird unterschiedlich als giftig, giftverdächtig, gekocht essbar, essbar oder auch als guter Speisepilz beschrieben. Allerdings wurden 2004 erstmals Vergiftungsfälle mit Übelkeit, Erbrechen, Schwitzen und Frösteln zwei Stunden nach Genuss dokumentiert.